# Подольский завод электромонтажных изделий
ПЗЭМИ (ЗАО «Подольский завод электромонтажных изделий») — предприятие в городе Подольске, специализирующееся на производстве электрощитового оборудования, предохранителей и других электротехнических изделий.

## История
Подольский завод электромонтажных изделий был основан 27 декабря 1957 года как производственный отдел треста «Мособлэлектромонтаж». Предприятие базировалось на производстве электрощитового оборудования.
В 1992 году завод преобразовался в акционерное общество и стал самостоятельно определять финансовую и техническую политику. В 1996 году завод приступил к производству кабельных муфт для кабеля с бумажной изоляцией.
В 2006 году заводом был запущен электронный ускоритель мощностью 10 мегаэлектронвольт для радиационной «сшивки» термоусаживаемых изделий, что позволило контролировать режимы и равномерность облучения при их производстве. Завод также вступил в ассоциацию «Электрокабель», чтобы вовремя реагировать на появление на рынке новых разработок кабелей с целью изготовления для них муфт.

## Награды
Завод является лауреатом трёх номинаций «Российская марка» и участником нескольких энергетических и электротехнических выставок.